# Michael Mayr
Michael Mayr, född 10 april 1864 i Adlwang, Oberösterreich, död där 21 maj 1922, var en österrikisk politiker.
Mayr blev 1899 arkivdirektor i Innsbruck och 1900 även professor i rättshistoria vid Innsbrucks universitet. Han tillhörde Kristligt-sociala partiet, var 1907–1911 deputerad i österrikiska riksrådet och från 1919 ledamot av nationalrådet samt även 1908–1919 ledamot av grevskapet Tyrolens lantdag. Han blev i oktober 1919 statssekreterare för författnings- och förvaltningsreform samt utarbetade som sådan utkastet till Österrikes nya förbundsförfattning. I juni 1920 blev han chef för statskansliet och ordförande i ministerrådet, i november samma år förbundskansler och chef för utrikesministeriet. På grund av påtryckning från de allierade tvingades han att avgå i juni 1921.